# Jurgis Dobkevičius
Jurgis Dobkevičius, né le 23 mars 1900 à Saint-Pétersbourg et mort le 8 juin 1926 à Kaunas, était un militaire et aviateur lituanien. Il fut le pionnier de la construction aéronautique dans son pays.